# Hans Traut (Offizier)

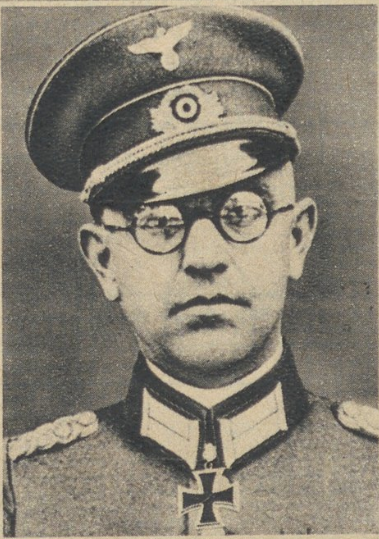
Oberst Hans Traut

Hans Traut (* 25. Januar 1895 in Saargemünd; † 9. Dezember 1974 in Darmstadt) war ein deutscher Offizier, zuletzt Generalleutnant im Zweiten Weltkrieg.

## Leben
Traut nahm am Ersten Weltkrieg teil und wurde nach Kriegsende in die Reichswehr übernommen. Hier diente er u. a. im 2. (Preußisches) Infanterie-Regiment.
Am 1. August 1938 wurde Traut zum Oberstleutnant befördert. Zu Beginn des Zweiten Weltkriegs im September 1939 war Traut während des Überfalls auf Polen bei der 20. mot. Infanterie-Division Bataillonskommandeur im Infanterieregiment 90.
Während des Westfeldzuges ab Mai 1940 in Frankreich führte er das I. Bataillon vom Infanterie-Regiment (mot.) 90 im Verband der 20. Infanterie-Division. Am 1. September 1940 wurde er zum Oberst befördert und wurde am 17. Oktober zum Kommandeur des Infanterie-Regiments 41 ernannt, welches er auch im Juni 1941 zu Beginn des Unternehmens Barbarossa im Verband der 10. Infanterie-Division führte. Am 15. April 1942 wurde er kurzfristig mit der Führung der 10. Infanterie-Division beauftragt, zehn Tage darauf am 25. April wurde er zum Kommandeur der 263. Infanterie-Division ernannt.
Am 1. April 1942 wurde er zum Generalmajor und am 1. Januar 1943 zum Generalleutnant befördert. Am 1. April 1943 übernahm er die Führung der 78. Sturm-Division, Nachfolgerverband der 78. Infanterie-Division, an der mittleren Ostfront, welche er bis zu seiner Gefangennahme kommandierte. Seine Division nahm im Juli 1943 im Abschnitt der 9. Armee beim XXIII. Armeekorps am Unternehmen Zitadelle teil und führte anschließend bis zum Jahresende 1943 Abwehrkämpfe im Raum Smolensk, Brjansk und Jelnja. Einen Tag nach Start der Operation Bagration wurde das XXVII. Armeekorps am 23. Juni 1944 im Raum Orscha durch die Offensive der 2. Weißrussischen Front überrannt, die unterstellte 78. Sturm-Division musste sich dabei von Brjuchowskije nach Dubrowka hinter den Drut-Abschnitt zurückziehen. Zwischen dem 3. und 11. Juli 1944 wurde die 78. Sturm-Division mit den Resten der 4. Armee im Kessel von Tscherwen östlich von Minsk während des Zusammenbruchs der Heeresgruppe Mitte eingeschlossen und vollständig vernichtet. Generalleutnant Traut geriet am 12. Juli 1944 in sowjetische Kriegsgefangenschaft, in welcher er bis 1955 blieb.

## Auszeichnungen
- Eisernes Kreuz (1914) II. und I. Klasse[5]
- Verwundetenabzeichen (1918) in Schwarz[5]
- Spange zum Eisernen Kreuz II. und I. Klasse
- Ritterkreuz des Eisernen Kreuzes mit Eichenlaub[1]
  - Ritterkreuz am 5. August 1940
  - Eichenlaub am 23. Januar 1942 (67. Verleihung)
- Deutsches Kreuz in Gold am 15. Dezember 1943[1]